# Наводна
Наводна (пол. Nawodna) — село в Польщі, у гміні Хойна Грифінського повіту Західнопоморського воєводства.
Населення — 821 особа (2011).
У 1975-1998 роках село належало до Щецинського воєводства.

## Демографія
Демографічна структура станом на 31 березня 2011 року:
|          | Загалом | Допрацездатний вік | Працездатний вік | Постпрацездатний вік |
| -------- | ------- | ------------------ | ---------------- | -------------------- |
| Чоловіки | 417     | 88                 | 295              | 34                   |
| Жінки    | 404     | 94                 | 230              | 80                   |
| Разом    | 821     | 182                | 525              | 114                  |